# Paris (Texas)
Paris è una città e il capoluogo della contea di Lamar, nel Texas. Al censimento del 2020, la sua popolazione era di 24 476. Paris è situata nel Texas nord-orientale, al confine orientale con le Piney Woods.
Così come molte altre città statunitensi chiamate "Paris", prende questo nome in onore di Parigi (in inglese Paris), la capitale della Francia; in città è presente una copia alta 20 metri dell'originale Torre Eiffel, è stata costruita nel 1993 ed è situata sul sito del Love Civic Center, a sud-est della piazza cittadina. Nel 1998, in risposta alla costruzione nel 1993 di un'altra torre alta 18 metri nell'omonima città nel Tennessee, è stato aggiunto un gigantesco cappello di color rosso in cima alla torre. L'attuale copia della Torre Eiffel è almeno la seconda, poiché la prima, costruita in legno, è stata distrutta da un tornado.

## Geografia fisica
Secondo l'Ufficio del censimento degli Stati Uniti, ha una superficie totale di 38,42 mi² (99,51 km²).

## Società

### Evoluzione demografica
Secondo il censimento del 2020, la popolazione era di 24 476 abitanti.